# Indrek Hargla
Indrek Hargla (vlastním jménem Indrek Sootak; * 12. července 1970 Tallinn) je estonský spisovatel.
Vystudoval práva na Tartuské univerzitě a pracoval pro estonské ministerstvo zahraničí. Od roku 2012 je spisovatelem ve svobodném povolání. Byl členem Svazu estonských spisovatelů, z něhož vystoupil v roce 2015 na protest proti tomu, že svaz podpořil ruskojazyčného spisovatele Andreje Ivanova ve sporu o udělení estonského občanství. Pseudonym zvolil podle vesnice Hargla, odkud pocházeli jeho předkové, publikoval také pod jmény Andrej Golikov a Marat Faiziev. Jeho manželkou je spisovatelka Heli Illipe-Sootaková.
Je předním estonským autorem románů a povídek v žánru fantasy a historického thrilleru. Využívá také postupy science fiction, hororu a detektivky, vychází z koncepce etnofuturismu a z alternativní historie. Úspěch získal díky sérii románů, jejichž hlavní postavou je apatykář Melchior Wakenstede, žijící v Tallinnu v patnáctém století. Podle jeho scénáře natočila Gerda Kordemetsová televizní seriál ze sportovního zákulisí Alpimaja. Je držitelem Literární ceny Friedeberta Tuglase (2008) a Literární ceny Eesti Kultuurkapital (2011).
Nakladatelství Host vydalo v roce 2025 jeho knihu Apatykář Melchior a záhada chrámu svatého Olafa v českém překladu Jana Marka Šíka. 